# Fotolabor
Fotolabor foi uma empresa brasileira de estúdio e gráfica de cartões postais fundado pelos irmãos Haberkorn (Werner e Gerard), em 1940, na cidade de São Paulo. O estúdio foi considerado um dos primeiros no Brasil a fabricar cartões-postais.
A grande maioria de seu repertório fotográfico é tido como histórico por conter registros de transições importantes da cidade de São Paulo, mudanças como crescimento das edificações e automobilização, registrando o crescimento da maior cidade do país, nas décadas de 1940 e 1950.

## História
Os fundadores da empresa, Gerard e Werner Haberkorn, eram irmãos de origem alemã, da cidade de Mysłowice, que atualmente faz parte do território da Polônia. Werner era formado em engenharia e, junto ao seu irmão, visitou pela primeira vez o Brasil no final da década de 1930, para fotografar as cidades de São Paulo e Rio de Janeiro. Ele se apaixonou pelas paisagens, decidindo se mudar para o Brasil um ano após e fundar, pouco tempo depois, o estúdio fotográfico Fotolabor.
Como o estúdio estava localizado na Avenida São João, região central que vivia uma grande transformação urbana, alguns dos pontos de maior movimentação da cidade foram registrados. Para que pudesse ser consagrada uma das maiores na época, Werner desenvolveu uma estratégia para vender mais cartões-postais. A ideia era fotografar os pontos que mais representassem São Paulo, como o Vale do Anhangabaú, localizado a nove minutos a pé do endereço do estúdio. Essa proximidade favorecia os constantes registros que forma feitos de inúmeros ângulos.
Outros pontos muito fotografados foram o Viaduto do Chá e Viaduto Santa Ifigênia, ambos também situados na região central. Esses locais eram de forte importância, tanto referencial como de aglomerado econômico. Lá, estavam localizados os maiores escritórios da cidade e estavam fisicamente perto de importantes referências jurídicas, como o Fórum João Mendes e o Tribunal de Justiça.
Werner registrou o desenvolvimento de alguns dos pontos mais famosos de São Paulo, em seus momentos mais marcantes e históricos de desenvolvimento imobiliário. A partir de suas imagens é possível visualizar a verticalização e automobilização da cidade, tendo início entre as décadas de 1940 e 1950. Além disso, os registros não só mostram o desenvolvimento de uma grande capital econômica, em ascensão na época, como também mostram a disputa da concorrência. A Fotolabor encerrou suas atividades em 1990.

## Produtos e serviços

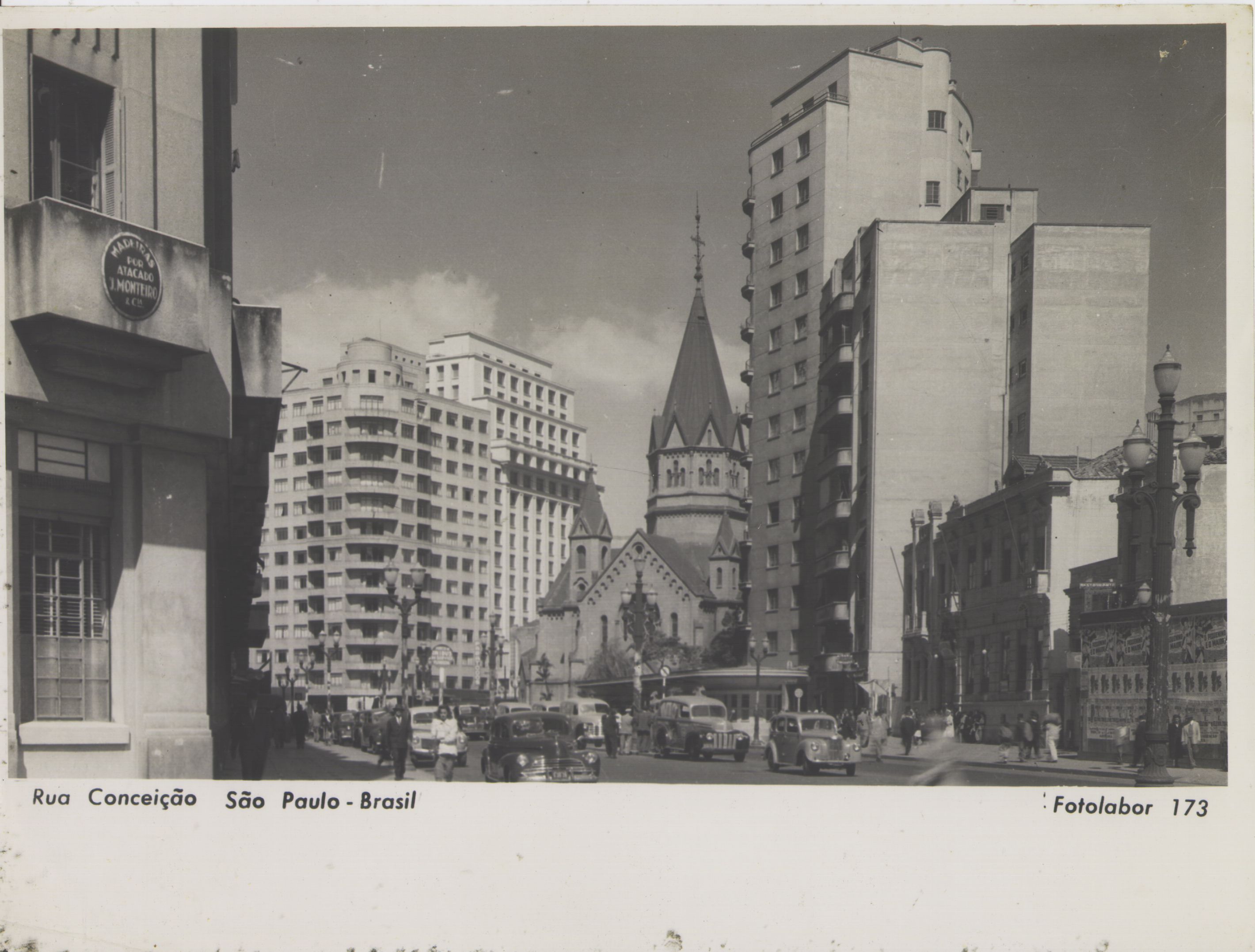
Rua Conceição

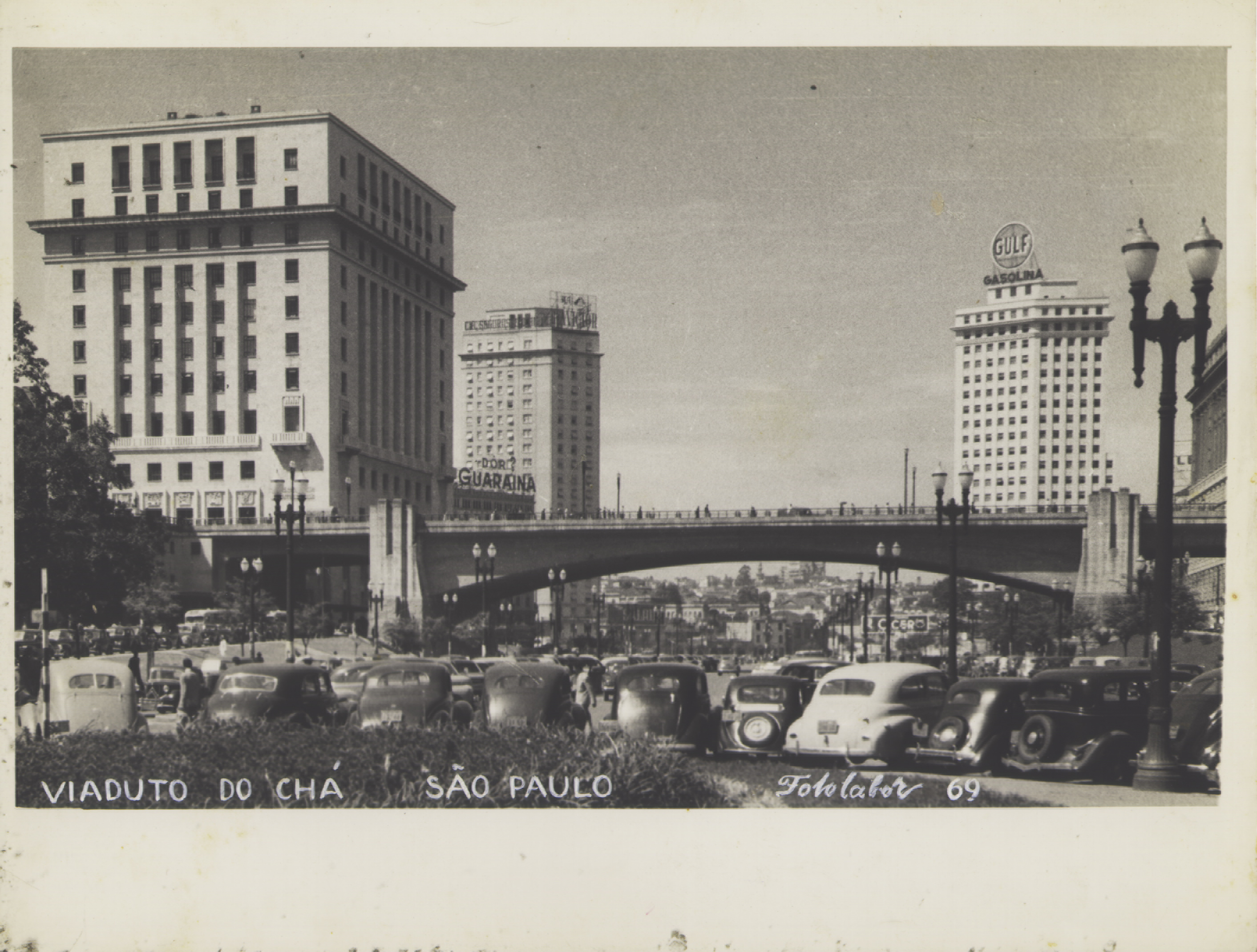
Viaduto do Chá, fotografado pela Fotolabor

A gráfica não atuou apenas na confecção de cartões-postais, também fez catálogos publicitários para grandes empresas da época, um dos exemplos é a fábrica de brinquedos Estrela. Por estarem localizados no centro da cidade, os trabalhos eram facilitados. A empresa fechou as portas em 1990, tendo maior parte do seu acervo adquirido pelo Museu Paulista e um grande número de seus cartões-postais faz parte de coleções particulares espalhadas pelo país.
O antes e depois das regiões de São Paulo ficaram registrados pela crescente demanda de cartões-postais, fazendo com que elas fossem fotografas continuamente e dessa forma Werner registrou as mudanças que aconteciam ali, dando um ar de naturalidade a urbanização do ambiente. Além do Vale do Anhangabaú, a Avenida Nove de Julho foi um dos pontos em desenvolvimento que foi intensamente registrada. A avenida é um dos exemplos de crescimento da época. A expansão das vias é notável nas fotografias, assim o trânsito poderia ser escorrido, já que havia um aumento significativo de automóveis na região.
O Viaduto do Chá e do Santa Ifigênia, foram igualmente fotografados e tiveram suas evoluções registradas. Um dos pontos que podem ser observados nas fotografias é que na região do Vale há a condição “entre rios”, o Tamanduateí e o Anhagabaú. Com a construção do Viaduto do Chá os rios foram completamente transpostos, registrando duas fortes mudanças na região. O Vale do Anhangabaú possui 163 registros na Coleção Werner Haberkorn, os viadutos do Chá e do Santa Ifigênia, 100 e 68, respectivamente, registros fotográficos que em seguida se tornaram cartões postais para serem vendidos.
A partir das fotos produzidas por ele é possível observar o desenvolvimento urbano da cidade, que ficou marcado pelo crescimento do número de prédios que foram sendo construídos e também pelo aumento extremamente significativo do número de automóveis presentes nas vias. A verticalização se tornou viável com o aumento dos edifícios e também com a demolição de alguns deles para que pudessem dar lugar a prédios que fossem mais altos e modernos, dessa forma atendendo nova demanda da cidade de São Paulo, que era se tornar mais moderna, seguindo a demanda nacional dos anos 50, pautado pelo plano de metas do então presidente Juscelino Kubitschek.

## Legado

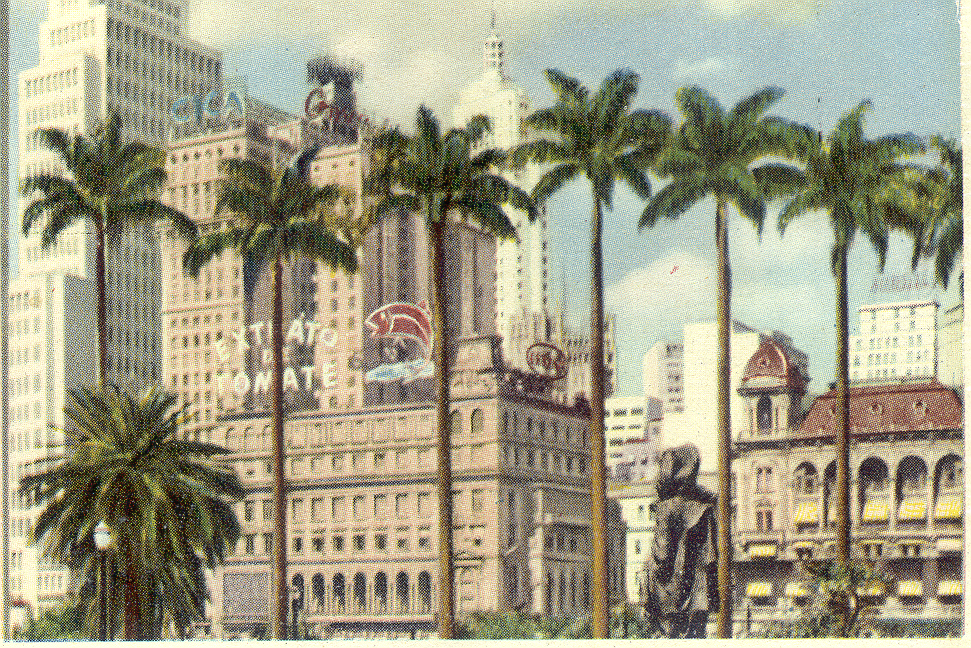
Werner Haberkorn, Anhangabaú

O estúdio carrega uma carga de grande importância histórica no registro das mudanças metropolitanas vividas por São Paulo. Na época em que a capital estava passando por significativas mudanças estruturais, Werner Haberkorn fez registros de algumas dessas mudanças estruturais. A importância histórica dos registros de Werner Haberkorn é tão grande que serviu para ilustrar boa parte dos álbuns desenvolvidos para comemorar o IV Centenário da Cidade de São Paulo. Além do recente livro Fotolabor, a fotografia de Werner Haberkorn, que conta um pouco sobre a história do estúdio, mas foca nas fotográficas. O livro é de autoria de Bruna Callegari, Rafael Buose, Ricardo Mendes, Rubens Fernandes Juniro, Solange Ferraz de Lima.
Nos anos de 1940 e 1950, São Paulo era verticalizada e automobilizada, esses acontecimentos não foram isolados, e sim faziam parte de uma tendência nacional de desenvolvimento que foi intensificada no plano do então presidente Juscelino Kubitschek. A ideia do governo da época era acelerar o crescimento do país, tudo isso feito de forma extremamente rápida, tanto que o jargão do presidente era “50 anos em 5”, quando se referia ao seu plano de metas. Com isso, as mudanças na maior cidade do Brasil eram necessárias, assim, com a economia sendo fortalecida, os prédios antigos foram sendo derrubados e dando espaço para novos. Essas duas mudanças centrais foram as mais marcantes e que geraram visuais novos para a cidade, sendo ambas registradas pela Fotolabor.
Além de ter contribuído para o entendimento de como a cidade paulista foi se desenvolvendo e respondendo aos pedidos de mudanças evolucionais, os cartões-postais de pontos famosos da metrópole mostram também como a sociedade foi num todo se confirmando cada vez mais consumista, desde a própria produção de peças com imagens mais comerciais até a venda que respondia à essa demanda. O crescimento econômico também era acompanhado pelo desenvolvimento da economia que acelerava o crescimento de edifícios e aumentava o número de automóveis nas ruas, consolidando uma sociedade de consumo em diversas esferas.
Grande parte dessa mudança pautada pelo governo vinha também do então prefeito Prestes Maia, com essa forte pauta de modernização o centro sofreu uma expansão. Um dos maiores registros foi o do Vale do Anhangabaú, que aparentemente sem pretensão, Werner registrou o desenvolvimento do local, na cronologia das fotografias é possível ver como o vale se torna mais movimentado, em relação a número de carros presente nas fotos.